# Rugby Americas North Cup 2018
El Rugby Americas North Cup de 2018, es el torneo de la segunda división que organiza la federación norteamericana (RAN).
Se trata de una llave de dos partidos entre Barbados y Jamaica, el campeón será el que consiga el mayor resultado en el agregado de los dos enfrentamientos. El primer partido lo venció Jamaica de visitante.
En el 2018, la federación agregó un torneo de 3ª nivel, de esta forma, Bermudas, Islas Caimán, Trinidad y Tobago y USA South compiten en el Championship (división superior), a la vez que Curazao, Guadalupe y República Dominicana en el Trophy (división inferior). Este año Guyana y México quedaron afuera de los torneos de RAN al participar de la primera edición del Americas Rugby Challenge.

## Equipos participantes
- Selección de rugby de Barbados
- Selección de rugby de Jamaica (Cocodrilos)

## Resultados

### Primera fecha
| 28 de abril | Barbados | 14 - 60 | Jamaica | Garrison Savannah, Bridgetown, Barbados |                              |
|             |          | Reporte |         | Asistencia: 170 espectadores            | Asistencia: 170 espectadores |

### Segunda fecha
| 12 de mayo | Jamaica | 36 - 29 | Barbados | Ewarton Sports Complex, Ewarton, Jamaica |  |
|            |         | Reporte |          |                                          |  |

| Bandera de Jamaica |
| Campeón Jamaica    |
|                    |